# Death to the World
«Death To The World» — православный журнал, издаваемый в США.
«Death to the World» (рус. Смерть миру) была начата монахами и монахинями из монастыря Святого Германа Аляскинского в Платине, Калифорния, как средство евангелизации подростков, вовлеченных в панк-субкультуру, со стороны монахов, бывших панков. Одним из основателей был Джастин Марлер, который вскоре после записи Volume One с оригинальной дум-метал-группой Sleep в 1991 году ушел на семь лет монашеской жизни.
Первоначально монашествующие планировали подать статью об О. Серафим Роуз для журнала Maximum RocknRoll . Позже они решили попытаться разместить рекламу своего монастыря, но получили отказ, заявив, что журнал «размещает только рекламу музыки и журналов». Это вдохновило их на создание журнала.
Первый номер был напечатан в декабре 1994 года и изображал монаха, держащего на обложке череп. Нарисованные от руки жирные буквы вверху гласили: «DEATH TO THE WORLD, The Last True Rebellion» (СМЕРТЬ МИРУ, Последнее настоящее восстание), а на задней обложке была надпись: «they hated me without a cause.» (они ненавидели меня без причины). Первая партия, украшенная внутри старинными иконами и житиями мучеников, был разрекламирован в Maximum RocknRoll и собрал письма со всего мира.
Журнал продолжал публиковаться и распространяться на панк-концертах и андеграундных тусовках. Было подсчитано, что когда-то в обращении находилось 50 000 экземпляров. Всего монахи выпустили 12 номеров, после чего продолжили распространение журнала, но новых выпусков не публиковали.
Восемь лет спустя журнал был возрожден новообращенными членами Антиохийской православной церкви Святого Варнавы в Коста-Меса, Калифорния . Новые выпуски передаются монахам преподобного Германа на редактирование и доработку и выходят ежеквартально.
Журнал оказал значительное влияние на молодежь контркультуры в середине-конце 90-х, что привлекло внимание основной прессы и быстро привело к выпуску в 1997 году первой книги Джастина Марлера «Молодежь Апокалипсиса» (в соавторстве с fellow monastic).